# أندي ستيفنسون
أندي ستيفنسون (بالإنجليزية: Andy Stevenson)‏ (29 سبتمبر 1967 في المملكة المتحدة - ) هو لاعب كرة قدم بريطاني في مركز الدفاع. لعب مع سكونثورب يونايتد ونادي دونكاستر روفرز.